# Enemy of God
Enemy of God – jedenasty album studyjny grupy Kreator wydany w 2005 roku. Płyta dotarła do 19. miejsca listy Media Control Charts w Niemczech.

## Lista utworów
| Nr  | Tytuł utworu                        | Długość |
| --- | ----------------------------------- | ------- |
| 1.  | „Enemy of God”                      | 5:43    |
| 2.  | „Impossible Brutality”              | 4:30    |
| 3.  | „Suicide Terrorist”                 | 3:28    |
| 4.  | „World Anarchy”                     | 3:55    |
| 5.  | „Dystopia”                          | 3:41    |
| 6.  | „Voices of the Dead”                | 4:33    |
| 7.  | „Murder Fantasies”                  | 4:50    |
| 8.  | „When Death Takes Its Dominion”     | 5:38    |
| 9.  | „One Evil Comes - A Million Follow” | 3:19    |
| 10. | „Dying Race Apocalypse”             | 4:40    |
| 11. | „Under a Total Blackened Sky”       | 4:28    |
| 12. | „The Ancient Plague”                | 9:29    |
|     |                                     | 58:14   |

## Twórcy
- Mille Petrozza - gitara, śpiew
- Jürgen Reil - perkusja
- Christian Giesler - gitara basowa
- Sami Yli-Sirniö - gitara